# Лещин (Західнопоморське воєводство)
Лещин (пол. Leszczyn, нім. Lestin) — село в Польщі, у гміні Римань Колобжезького повіту Західнопоморського воєводства.
Населення — 246 осіб (2011).
У 1975-1998 роках село належало до Кошалінського воєводства.

## Демографія
Демографічна структура станом на 31 березня 2011 року:
|          | Загалом | Допрацездатний вік | Працездатний вік | Постпрацездатний вік |
| -------- | ------- | ------------------ | ---------------- | -------------------- |
| Чоловіки | 107     | 20                 | 72               | 15                   |
| Жінки    | 139     | 34                 | 81               | 24                   |
| Разом    | 246     | 54                 | 153              | 39                   |